# Nagy Iván (ügyvéd)
Nagy Iván, Nagy Iván Lajos István (Kecskemét, 1893. március 1. – 1973. április 12.) magyar ügyvéd, tiszteletbeli vármegyei tiszti főügyész, országgyűlési képviselő.

## Élete
Római katolikus családban született, dr. Nagy Mihály – későbbi főispán és több cikluson át kecskeméti országgyűlési képviselő – és neje, Tóth Anna gyermekeként. A középiskolát részben szülővárosában, részben Budapesten végezte, majd a fővárosban tanult tovább és ott szerzett jogi és államtudományi doktori oklevelet. Egyetemi évei alatt élénk részt vett a diákság mozgalmaiban, az első világháború kitörése előtti évben elnöke is volt az Egyetemi Körnek, amely később örökös tiszteletbeli elnökévé választotta.
A háború kitörésekor bevonult katonának és tizenegy hónapi harctéri szolgálata alatt több kitüntetést is szerzett. 1916 szeptemberében rokkantként került nyugállományba, de a háború végéig továbbra is szolgálatot teljesített és 1918 őszén mint huszárhadnagy szerelt le.
1918 decemberében pénzügyi fogalmazónak nevezték ki. A kommün kitörése után nagy szerepe volt az ellenforradalmi mozgalmakban. Az 1919 májusi, majd a júniusi ellenforradalmi akciók után elfogták és halálra ítélték, de a fogházból sikerült megszöknie. Szegedre menekült, ahol részt vett a nemzeti hadsereg megszervezésében. A román megszállás után visszatért hivatalába.
Később fogalmazói állásáról és nyugdíjigényéről is lemondott, egyúttal letette a bírói és ügyvédi vizsgát és 1923-ban ügyvédi irodát nyitott. Attól kezdve a társadalmi életben is élénk szerepet vállalt, főként szociálpolitikával foglalkozott. Elnöke volt az Országzászló Nagybizottságnak, társelnöke a Társadalmi Egyesületek Szövetségének és még több más egyesületben is vállalt különféle tisztségeket. 1927-ben Pest vármegye tiszteletbeli tiszti főügyészének nevezték ki. 1935-ben országgyűlési képviselővé is megválasztották a mezőcsáti székhelyű választókerületben, a Nemzeti Egység Pártja színeiben.
1927. augusztus 30-án Budapesten házasságot kötött Chmura Etelka Mária Lujzával (Budapest, 1896. március 15. – Budapest, 1963. február 18.), akitől 1928-ban elvált, majd 1935. december 5-én Budapesten újból feleségül vette.